# Vistabella (Tarragona)

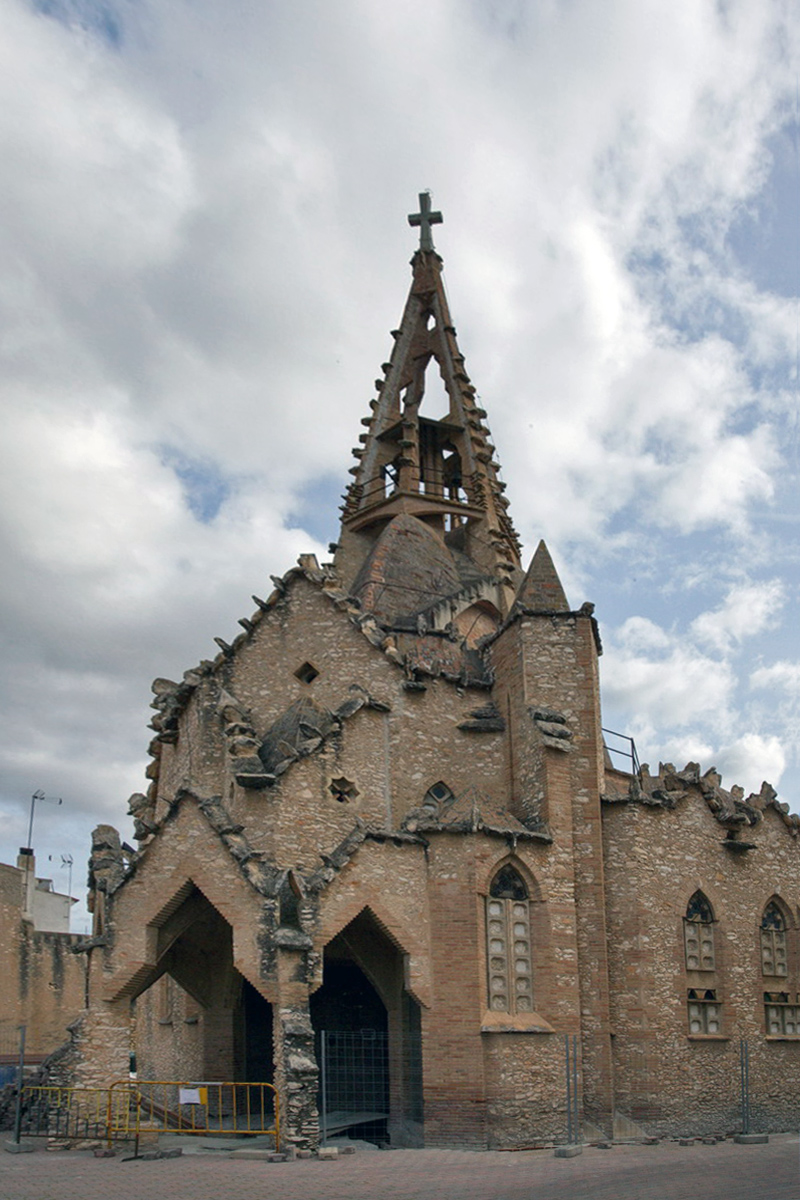
Sagrat Cor-Kirche in Vistabella

Vistabella ist ein Teilort der Gemeinde La Secuita in Katalonien (Spanien). Er hat 165 Einwohner (2011) und liegt in der Provinz Tarragona.

## Lage
Vistabella liegt etwa 1 km östlich der Nationalstraße N 240. Nach Tarragona und damit an die Küste sind es nach Süden etwa 15 km. Zur Autovia A 27 im Westen sind es ca. 5 km.

## Geschichte
Der ursprünglich landwirtschaftliche Hof wurde früher durch das Kloster Santes Creus beansprucht. 1298 gehörte eine Hälfte dem Erzbischof und dem Kapitel von Tarragona und die andere Hälfte dem erwähnten Kloster.

## Sehenswertes
Die Kirche Sagrat Cor („Heiliges Herz“), erbaut in den Jahren 1918–1924 im Stil des Modernisme wurde nach Plänen des Architekten Josep Maria Jujol errichtet. Auf einem quadratischen Grundriss beherbergt das Bauwerk ein Gewölbe auf der Grundlage von Parabelbögen und freistehenden Säulen. Die Kuppel ist sechseckig. Der Innenraum, der drei Eingänge besitzt, ist mit außergewöhnlichen Stuckarbeiten ausgestattet. Zudem sind im Dorf mehrere mittelalterliche Gassen mit Häusern aus dem 17. und 18. Jahrhundert zu sehen.